# Oskar Myrestøl Johansson
Oskar Myrestøl Johansson, né le 3 avril 2002 à Grimstad, est un coureur cycliste norvégien.

## Biographie
Issu d'une famille de sportifs, Oskar Myrestøl Johansson commence le cyclisme vers 2014 en ayant pour modèle Thor Hushovd. Il est formé au Grimstad Sykleklubb dans sa ville natale. Son frère aîné Kristian a également pratiqué ce sport dans les jeunes catégories.
En 2019, il termine troisième du contre-la-montre aux championnats de Norvège juniors (moins de 19 ans). Sélectionné en équipe nationale, il se distingue en prenant la troisième du Trophée Centre Morbihan, manche de la Coupe des Nations Juniors. Il représente également son pays lors des championnats d'Europe juniors d'Alkmaar, où il se classe douzième du contre-la-montre. 
Il rejoint l'Uno-X Dare Development Team en 2021, réserve de la formation Uno-X Pro. Pour ses débuts espoirs (moins de 23 ans), il s'impose sur la troisième étape du Baltic Chain Tour. Il s'agit de son premier succès acquis sur une compétition inscrite au calendrier de l'UCI. 

## Palmarès et résultats

### Palmarès par année
- 2019
  - 3e du Trophée Centre Morbihan
  - 3e du championnat de Norvège du contre-la-montre juniors
- 2021
  - 3e étape du Baltic Chain Tour

### Classements mondiaux
| Année                                 | 2021  | 2022  |
| ------------------------------------- | ----- | ----- |
| Classement mondial                    | 2040e | 1556e |
| UCI Europe Tour                       | 1386e | 1042e |
|                                       |       |       |
| Légende : nc = non classéSource : UCI |       |       |